# 세션: 이 남자가 사랑하는 법
세션: 이 남자가 사랑하는 법(The Sessions)은 2012년 공개된 미국의 드라마 영화이다.

## 줄거리
1988년 캘리포니아 버클리, 38세의 시인 마크 오브라이언은 소아마비 합병증으로 인해 인공호흡기에 의존하며 살아간다. 그는 평생 성 경험이 없었고, 죽음이 가까워졌다고 느끼자 자신의 순결을 잃기로 결심한다. 담당 사제인 브렌든 신부와 상담 후, 그는 전문 성 대리인 셰릴 코헨-그린과 연락하게 된다. 셰릴은 총 6번의 만남을 제안하고, 그들은 세션을 시작한다. 하지만 곧 서로에게 로맨틱한 감정이 생겨나기 시작하고, 셰릴을 깊이 사랑하는 남편은 질투심을 억누르려 애쓴다. 마크가 셰릴에게 보낸 사랑시를 남편이 숨기지만, 셰릴은 결국 시를 발견한다. 여러 번의 시도 끝에 마크와 셰릴은 서로 만족스러운 성관계를 갖게 되지만, 감정이 깊어지는 것을 우려하여 세션을 중단한다.
시간이 흘러 마크가 사는 건물에 정전이 발생하여 인공호흡기가 작동을 멈추게 되고, 마크는 병원으로 이송된다. 다행히 그는 목숨을 건지고, 수잔 펀바흐라는 젊은 여성을 만나게 된다. 영화는 1999년, 마크의 장례식 장면으로 이어진다. 셰릴을 포함한 그가 아끼던 네 명의 여성이 참석하고, 브렌든 신부는 설교를, 수잔은 마크가 셰릴에게 보냈던 시를 낭독한다.

## 출연

### 주연
- 존 호키스
- 헬렌 헌트

### 조연
- 윌리암 H. 머시
- 문 블러드굿
- W. 얼 브라운
- 블레이크 린드슬리
- 아담 아킨
- 애니카 막스
- 제임스 마르티네즈

## 기타
- 프로듀서: 벤 르윈
- 프로듀서: 스티븐 네메스
- 미술: 존 모트
- 세트: 소피아 지메네즈
- 배역: 로니 에스켈